# Holiday Bowl 2015
Match précédent Match suivant
L'Holiday Bowl 2015 est un match de football américain de niveau universitaire  joué après la saison régulière de 2015, le 30 décembre 2015 au Qualcomm Stadium de San Diego, Californie
Il s'agissait de la 38e édition du Holiday Bowl.
Le match a mis en présence les équipes d'USC issue de la Pacific-12 Conference et de Wisconsin issue de la Big Ten Conference.
Il a débuté à 19:40 (heure locale) et a été retransmis en télévision sur ESPN et en radio sur ESPN Radio.
Wisconsin gagne le match sur le score de 23 à 21.

## Présentation du match
| Équipes                                                                                  | Conférences | Entraîneurs | Stats. saison rég. | Classements avant le bowl CFP-AP-Coaches |
| ---------------------------------------------------------------------------------------- | ----------- | ----------- | ------------------ | ---------------------------------------- |
| Trojans d'USC                                                                            | Pac-12      | Clay Helton | 8-5                | 25-NC-NC                                 |
| Badgers du Wisconsin                                                                     | Big Ten     | Paul Chryst | 9-3                | NC-23-23                                 |
| Arbitre : John McDaid (SEC) Équipe donnée favorite par les bookmakers : USC à 3 contre 1 |             |             |                    |                                          |

Il s'agit de la 7e rencontre entre ces deux équipes, USC ayant gagné les 6 précédentes. La dernière eut lieu lors de la saison régulière 1966 (victoire 38 à 3 d'USC),.

### Trojans d'USC
Avec un bilan global en saison régulière de 8 victoires et 5 défaites, USC est éligible et accepte l'invitation pour participer au Holiday Bowl de 2015.
Ils terminent 1er de la South Division de la Pac-12, avec un bilan en division de 6 victoires et 3 défaites.
À l'issue de la saison 2015 (bowl non compris), ils seront classés #25 au classement CFP mais ne sont pas classés aux classements AP et Coaches.
À l'issue de la saison 2015 (bowl compris), ils n'apparaissent pas dans les classements CFP , AP et Coaches.
Il s'agit de leur 2e participation au Holiday Bowl. Ils avaient gagné l'Holiday Bowl 2014 45 à 42 en battant les Cornhuskers du Nebraska.

### Badgers du Wisconsin
Avec un bilan global en saison régulière de 9 victoires et 3 défaites, Wisconsin est éligible et accepte l'invitation pour participer au Holiday Bowl 2015.
Ils terminent 3e de la West Division de la Big Ten Conference derrière #9 Iowa et #23 Northwestern, avec un bilan en division de 6 victoires et 2 défaites.
À l'issue de la saison 2015 (bowl non compris), ils seront classés #23 aux classements AP et Coaches mais pas dans le classement CFP.
À l'issue de la saison 2015 (bowl compris), ils seront classés #21 aux classements AP et Coaches (le classement CFP n'est pas republié après les bowls).
Il s'agit de leur 1er participation à l'Holiday Bowl.

## Résumé du match
| QT          | Temps       | Drive       | Drive       | Drive       | Équipe      | Description de l'action | Score | Score |
| QT          | Temps       | Jeux        | Yards       | TDP         | Équipe      | Description de l'action | USC   | WIS   |
| ----------- | ----------- | ----------- | ----------- | ----------- | ----------- | --- | ----- | ----- |
| 2           | 13:30       | 9           | 50          | 03:44       | WIS         | FG de 38 yards par K Rafael Gaglianone                                                                                                   | 0     | 3     |
| 2           | 08:56       | 6           | 74          | 03:19       | WIS         | TD à la suite d'une course de 6 yards par RB Corey Clement + 1 point de conversion par K Rafael Gaglianone                               | 0     | 10    |
| 2           | 05:17       | 9           | 55          | 03:39       | USC         | TD à la suite d'une course de 1 yard par RB Justin Davis + 1 point de conversion par K Alex Wood                                         | 7     | 10    |
| 2           | 00:26       | 12          | 71          | 04:51       | WIS         | FG de 33 yards par K Rafael Gaglianone                                                                                                   | 7     | 13    |
| 3           | 07:49       | 12          | 64          | 06:15       | WIS         | TD de 4 yards par TE Austin Traylor à la suite d'une réception de passe de QB Joel Stave + 1 point de conversion par K Rafael Gaglianone | 7     | 20    |
| 3           | 05:34       | 5           | 55          | 02:15       | USC         | TD à la suite d'une course de 1 yard par RB Justin Davis + 1 point de conversion par K Alex Wood                                         | 14    | 20    |
| 4           | 10:19       | 12          | 82          | 05:08       | USC         | TD de 7 yards par WR Darreus Rogers à la suite d'une réception de passe de QB Cody Kessler + 1 point de conversion par K Alex Wood       | 21    | 20    |
| 4           | 02:27       | 7           | 42          | 03:07       | WIS         | FG de 29 yards par K Rafael Gaglianone                                                                                                   | 21    | 23    |
| Score final | Score final | Score final | Score final | Score final | Score final | Score final | 21    | 23    |

## Statistiques
| Statistiques par Équipes               | Statistiques par Équipes      | Statistiques par Équipes      |
| Statistiques                           | USC                           | WIS                           |
| -------------------------------------- | ----------------------------- | ----------------------------- |
| 1er downs                              | 16                            | 22                            |
| Conversion de 3e Down                  | 5/14                          | 6/15                          |
| Conversion de 4e Down                  | 2/3                           | 0/0                           |
| Jeux–yards                             | 61 jeux pour 284 yards gagnés | 75 jeux pour 394 yards gagnés |
| Yards à la course                      | 65                            | 177                           |
| Yards à la passe                       | 221                           | 217                           |
| Passes : Réussies-Tentées-Interceptées | 18/33, 1 Int.                 | 18/29, 0 Int.                 |
| Réussite en zone rouge/chances         | 3/3                           | 5/5                           |
| TD                                     | 3                             | 2                             |
| Field Goals                            | 0                             | 3                             |
| Sacks (Nombre-Yards gagnés)            | 0/0                           | 3/23 yards                    |
| Fumbles (Nombre/Perdus)                | 0/0                           | 0/0                           |
| Pénalités (Nombre/Yards perdus)        | 6/58 yards perdus             | 5/36 yards perdus             |
| Temps de possession                    | 22:42                         | 37:18                         |

| Meilleurs Joueurs (MVPs) | Meilleurs Joueurs (MVPs) | Meilleurs Joueurs (MVPs) | Meilleurs Joueurs (MVPs) |
| ------------------------ | ------------------------ | ------------------------ | ------------------------ |
| Systèmes                 | Noms                     | Équipes                  | Postes                   |
| Attaque                  | Joel Stave               | Wisconsin                | QB                       |
| Défense                  | Jack Cichy               | Wisconsin                | LB                       |

| Statistiques Individuelles | Statistiques Individuelles | Statistiques Individuelles                    |
| -------------------------- | -------------------------- | --------------------------------------------- |
| Quaterbacks                |                            |                                               |
| USC                        | Kessler, Cody              | 18/32, 221 yards, 1 TD, 1 Int., 3 sacks subis |
| WIS                        | Stave, Joel                | 16/25, 0 Int., 1 TD, 0 Int., 0 sack subi      |
| Meilleurs Coureurs         |                            |                                               |
| USC                        | Jones, Ronald              | 8 courses pour 47 yards nets gagnés           |
| WIS                        | Clement, Corey             | 19 courses pour 66 yards nets gagnés, 1 TD    |
| Meilleurs Receveurs        |                            |                                               |
| USC                        | Smith-Schuster             | 4 réceptions pour 65 yards gagnés             |
| WIS                        | Erickson, Alex             | 5 réceptions pour 54 yards gagnés             |
| Meilleurs Tackleurs        |                            |                                               |
| USC                        | Simmons, Delvon            | 7 taclles en solo et 3 assistes, 0 sack       |
| WIS                        | Cichy, Jack                | 6 tacles en solo, 3 assistes et 3 sacks       |